# Brooklyn Nets 2016-2017
La stagione 2016-2017 dei Brooklyn Nets è stata la 50ª stagione della franchigia nella NBA.

## Draft
| Giro | Scelta | Giocatore    | Ruolo | Nazionalità | Università/Squadra  |
| ---- | ------ | ------------ | ----- | ----------- | ------------------- |
| 2    | 55     | Marcus Paige | PM    | Stati Uniti | N. Carol. Tar Heels |

## Roster
| \| Pos. \| Num. \| Naz. \| Nome \| Altezza \| Peso \| Data nascita \| Provenienza \| \| ---- \| ---- \| ------------------------------------------- \| ------------------------ \| ------- \| ------ \| ------------ \| --------------- \| \| G \| 2 \| Stati Uniti (bandiera) \| Foye, Randy \| 193 cm \| 99 kg \| 24-09-1983 \| Villanova \| \| G \| 6 \| Stati Uniti (bandiera) \| Kilpatrick, Sean \| 193 cm \| 99 kg \| 06-01-1990 \| Cincinnati \| \| P \| 7 \| Stati Uniti (bandiera) · Taiwan (bandiera) \| Lin, Jeremy \| 191 cm \| 91 kg \| 23-08-1988 \| Harvard \| \| P \| 8 \| Stati Uniti (bandiera) \| Dinwiddie, Spencer \| 198 cm \| 91 kg \| 06-04-1993 \| Colorado \| \| G \| 10 \| Stati Uniti (bandiera) \| Goodwin, Archie \| 196 cm \| 93 kg \| 17-08-1994 \| Kentucky \| \| C \| 11 \| Stati Uniti (bandiera) \| Lopez, Brook (C) \| 213 cm \| 122 kg \| 01-04-1988 \| Stanford \| \| G \| 12 \| Stati Uniti (bandiera) \| Harris, Joe \| 198 cm \| 99 kg \| 07-09-1991 \| Virginia \| \| A \| 13 \| Stati Uniti (bandiera) \| Acy, Quincy \| 201 cm \| 109 kg \| 06-10-1990 \| Baylor \| \| G/AP \| 14 \| Stati Uniti (bandiera) \| McDaniels, K.J. \| 198 cm \| 93 kg \| 09-02-1993 \| Clemson \| \| P/G \| 15 \| Stati Uniti (bandiera) \| Whitehead, Isaiah \| 193 cm \| 97 kg \| 08-05-1995 \| Seton Hall \| \| G/AP \| 22 \| Stati Uniti (bandiera) \| LeVert, Caris \| 201 cm \| 92 kg \| 25-08-1994 \| Michigan \| \| A \| 24 \| Stati Uniti (bandiera) \| Hollis-Jefferson, Rondae \| 201 cm \| 97 kg \| 03-01-1995 \| Arizona \| \| AG \| 35 \| Stati Uniti (bandiera) \| Booker, Trevor \| 203 cm \| 103 kg \| 25-11-1985 \| Clemson \| \| C \| 41 \| Croazia (bandiera) · Stati Uniti (bandiera) \| Hamilton, Justin \| 213 cm \| 116 kg \| 01-04-1990 \| LSU \| \| AG \| 44 \| Canada (bandiera) \| Nicholson, Andrew \| 206 cm \| 113 kg \| 08-12-1989 \| St. Bonaventure \| | Allenatore - Kenny Atkinson Assistente/i - Bret Brielmaier - Chris Fleming - Jacque Vaughn - Adam Harrington - Michael Batiste - Jordan Ott Legenda - (C) Capitano - (FA) Free agent - (S) Sospeso - (TW) Contratto Two-way - (GL) Assegnato a squadra G League affiliata - Infortunato Roster • Transazioni · Ultima transazione: 4 aprile 2017 |                                             |                          |         |        |              |                 |
| Pos. | Num. | Naz.                                        | Nome                     | Altezza | Peso   | Data nascita | Provenienza     |
| G | 2 | Stati Uniti (bandiera)                      | Foye, Randy              | 193 cm  | 99 kg  | 24-09-1983   | Villanova       |
| G | 6 | Stati Uniti (bandiera)                      | Kilpatrick, Sean         | 193 cm  | 99 kg  | 06-01-1990   | Cincinnati      |
| P | 7 | Stati Uniti (bandiera) · Taiwan (bandiera)  | Lin, Jeremy              | 191 cm  | 91 kg  | 23-08-1988   | Harvard         |
| P | 8 | Stati Uniti (bandiera)                      | Dinwiddie, Spencer       | 198 cm  | 91 kg  | 06-04-1993   | Colorado        |
| G | 10 | Stati Uniti (bandiera)                      | Goodwin, Archie          | 196 cm  | 93 kg  | 17-08-1994   | Kentucky        |
| C | 11 | Stati Uniti (bandiera)                      | Lopez, Brook (C)         | 213 cm  | 122 kg | 01-04-1988   | Stanford        |
| G | 12 | Stati Uniti (bandiera)                      | Harris, Joe              | 198 cm  | 99 kg  | 07-09-1991   | Virginia        |
| A | 13 | Stati Uniti (bandiera)                      | Acy, Quincy              | 201 cm  | 109 kg | 06-10-1990   | Baylor          |
| G/AP | 14 | Stati Uniti (bandiera)                      | McDaniels, K.J.          | 198 cm  | 93 kg  | 09-02-1993   | Clemson         |
| P/G | 15 | Stati Uniti (bandiera)                      | Whitehead, Isaiah        | 193 cm  | 97 kg  | 08-05-1995   | Seton Hall      |
| G/AP | 22 | Stati Uniti (bandiera)                      | LeVert, Caris            | 201 cm  | 92 kg  | 25-08-1994   | Michigan        |
| A | 24 | Stati Uniti (bandiera)                      | Hollis-Jefferson, Rondae | 201 cm  | 97 kg  | 03-01-1995   | Arizona         |
| AG | 35 | Stati Uniti (bandiera)                      | Booker, Trevor           | 203 cm  | 103 kg | 25-11-1985   | Clemson         |
| C | 41 | Croazia (bandiera) · Stati Uniti (bandiera) | Hamilton, Justin         | 213 cm  | 116 kg | 01-04-1990   | LSU             |
| AG | 44 | Canada (bandiera)                           | Nicholson, Andrew        | 206 cm  | 113 kg | 08-12-1989   | St. Bonaventure |

## Classifiche

### Division
| Atlantic Division   | V  | S  | V%    | PR   | Casa  | Trasf | Div  | PG |
| ------------------- | -- | -- | ----- | ---- | ----- | ----- | ---- | -- |
| c - Boston Celtics  | 53 | 29 | 0.646 | 0    | 30-11 | 23-18 | 11-5 | 82 |
| x - Toronto Raptors | 51 | 31 | 0.622 | 2.0  | 28-13 | 23-18 | 14-2 | 82 |
| N.Y. Knicks         | 31 | 51 | 0.378 | 22.0 | 19-22 | 12-29 | 5-11 | 82 |
| Philadelphia 76ers  | 28 | 54 | 0.341 | 25.0 | 17-24 | 11-30 | 7-9  | 82 |
| Brooklyn Nets       | 20 | 62 | 0.244 | 33.0 | 13-28 | 7-34  | 3-13 | 82 |

### Conference
| #  | Squadra                 | V  | S  | V%    | PR   | PG |
| -- | ----------------------- | -- | -- | ----- | ---- | -- |
| 1  | c - Boston Celtics      | 53 | 29 | 0.646 | -    | 82 |
| 2  | y - Cleveland Cavaliers | 51 | 31 | 0.622 | 2.0  | 82 |
| 3  | x - Toronto Raptors     | 51 | 31 | 0.622 | 2.0  | 82 |
| 4  | y - Wash. Wizards       | 49 | 33 | 0.598 | 4.0  | 82 |
| 5  | x - Atlanta Hawks       | 43 | 39 | 0.524 | 10.0 | 82 |
| 6  | x - Milwaukee Bucks     | 42 | 40 | 0.512 | 11.0 | 82 |
| 7  | x - Indiana Pacers      | 42 | 40 | 0.512 | 11.0 | 82 |
| 8  | x - Chicago Bulls       | 41 | 41 | 0.500 | 12.0 | 82 |
| 9  | Miami Heat              | 41 | 41 | 0.500 | 12.0 | 82 |
| 10 | Detroit Pistons         | 37 | 45 | 0.451 | 16.0 | 82 |
| 11 | Charlotte Hornets       | 36 | 46 | 0.439 | 17.0 | 82 |
| 12 | N.Y. Knicks             | 31 | 51 | 0.378 | 22.0 | 82 |
| 13 | Orlando Magic           | 29 | 53 | 0.354 | 24.0 | 82 |
| 14 | Philadelphia 76ers      | 28 | 54 | 0.341 | 25.0 | 82 |
| 15 | Brooklyn Nets           | 20 | 62 | 0.244 | 33.0 | 82 |

## Mercato

### Free agency

#### Acquisti
| Giocatore       | Contratto                    | Provenienza                                |
| --------------- | ---------------------------- | ------------------------------------------ |
| Jeremy Lin      | 3 anni - 36 mln $            | Charlotte Hornets                          |
| Trevor Booker   | 2 anni - 18 mln $            | Utah Jazz                                  |
| Justin Hamilton | 2 anni - 6 mln $             | Valencia                                   |
| Luis Scola      | 1 anno - 5.5 mln $           | Toronto Raptors                            |
| Greivis Vásquez | 1 anno - 5 mln $             | Milwaukee Bucks                            |
| Anthony Bennett | 2 anni - 2.1 mln $           | Toronto Raptors                            |
| Randy Foye      | 1 anno - 2.5 mln $           | Oklahoma Thunder                           |
| Joe Harris      | 2 anni - 2 mln $             | Cleveland Cavaliers                        |
| Yogi Ferrell    | 10 partite - 102300 $        | Indiana Hoosiers/ Long Island Nets         |
| Archie Goodwin  | 10 partite/ 2 anni - 2 mln $ | Phoenix Suns/ N.O. Pelicans/ Greens. Swarm |

#### Cessioni
| Giocatore       | Motivo             | Nuova squadra                      |
| --------------- | ------------------ | ---------------------------------- |
| Wayne Ellington | 2 anni - 12 mln $  | Miami Heat                         |
| Willie Reed     | 2 anni - 2.1 mln $ | Miami Heat                         |
| Yogi Ferrell    | Rilasciato         | Long Island Nets/ Dallas Mavericks |
| Anthony Bennett | Rilasciato         | Fenerbahçe                         |

### Scambi
| 23 giugno 2016 | Brooklyn NetsDraft rights per Isaiah Whitehead                    | Utah JazzDraft rights per Marcus Paige Cash considerations |
| 7 luglio 2016  | Brooklyn NetsDraft rights per Caris LeVert Scelta Indiana 2º giro | Indiana Pacers Thaddeus Young                              |